# Президентские выборы в Кыргызстане (1995)
Президентские выборы в Кыргызстане прошли 24 декабря 1995 года. Изначально голосование должно было состояться в августе 1996 года, когда полномочия президента Аскара Акаева должны были закончиться. Однако были назначены досрочные выборы, что, по мнению оппозиции, было сделано с целью деморализации альтернативных кандидатов, не успевающих к ним подготовиться. На выборах победил Аскар Акаев, набрав 71,5 % голосов избирателей и став президентом на пятилетний срок.

## Список кандидатов
| Кандидат             | Субъект выдвижения | Статус                               |
| -------------------- | ------------------ | ------------------------------------ |
| Аскар Акаев          | НПК—ДПЖК           | зарегистрирован                      |
| Абсамат Масалиев     | ПКК                | зарегистрирован                      |
| Жумгалбек Аманбаев   |                    | зарегистрирован снят Верховным судом |
| Медеткан Шеримкулов  | самовыдвижение     | зарегистрирован                      |
| Омурбек Текебаев     |                    | зарегистрирован снят Верховным судом |
| Мамат Айбалаев       |                    | зарегистрирован снят Верховным судом |
| Юруслан Тойчубеков   |                    | отказ в регистрации                  |
| Турсунбай Бакир уулу |                    | отказ в регистрации                  |

## Регистрация кандидатов
Ограничения для участия в президентских выборах согласно Закону о выборах Президента были минимальными. Кандидаты могли быть выдвинуты от политических партий или же от избирательных блоков, собранием избирателей в количестве не менее 100/250 человек, законодательством также предусматривалась возможность самовыдвижения. Кандидатом мог стать гражданин Кыргызстана, не моложе 35 и не старше 65 лет и проживающий в республике не менее 15 лет, от избирательного процесса были отстранены граждане не владеющие киргизским языком. Для регистрации кандидатам требовалось собрать 50 тысяч подписей за период, менее чем 3 месяца. Перед выборами ЦИК Кыргызстана ввёл ещё одно ограничение, затруднивешее регистрацию кандидатам: собраные за них подписи должны были быть заверены местными кенешами не позднее, чем в семидневный срок и что число подписей должно было собираться по регионам пропорционально численности избирателей.
Помимо президента были зарегистрированы ещё 5 кандидатов: Абсамат Масалиев, Жумгалбек Аманбаев, Медеткан Шеримкулов, Омурбек Текебаев и Мамат Айбалаев. У Юруслана Тойчубекова после выбраковки подписей их осталось менее 50 тысяч, а у Турсунбая Бакира уулу подписи не были собраны пропорционально числу избирателей.
Позже генпрокурор подал в Верховный суд требование об отмене регистрации Текебаева, Айбалаева и Аманбаева, так как по сообщениям отдельных лиц, заявивших, что они не ставили подписей за этих кандидатов, можно было сделать вывод о их подделке. Верховный суд удовлетворил требование генпрокурора, в ответ на что выбывшие кандидаты обратились в Конституционный суд, однако им было отказано в рассмотрении заявлений, так как по решению суда это не входило в его компетенцию. Тогда 19 декабря кандидаты объявили голодовку, однако спустя 2 дня прекратили её, по сообщению Аманбаева из-за того, что их действия не имели смысла, были проигнорированы правительством и не привлекли внимания общественности.

## Предвыборные события и кампания
Предвыборная программа Аскара Акаева была представлена в виде программы реформирования экономики к 1996 году, в рамках которой предлагалось осуществить ряд проектов в сфере инфраструктуры, которые создадут 150 000 рабочих мест и активизирует рост экономики. В октябре 1995 года президент направил в парламент предложение с призывом проведения референдума о продлении срока его полномочий до 2002 года (ранее так поступали президенты Туркменистана, Узбекистана и Казахстана), однако предложение было отклонено. Программа кандидата от коммунистической партии — Абсамата Масалиева не была слишком популярна среди населения, сам кандидат был против введения института частной собственности на землю и за сохранение основных секторов экономики в госсобственности. Медеткан Шеримкулов выступал за сохранение колхозного строя, бесплатную медицину и образование, однако заявление кандидата о придании киргизскому языку статуса единственного государственного лишило его поддержки русскоязычного населения Кыргызстана. Предвыборная борьба проходила скорее по принципу: юг (Масалиев) против севера (Акаев), чем коммунист против реформатора.

## Результаты
Аскар Акаев победил в первом туре, набрав 71,5 % (72,4 % от числа действительных бюллетеней) голосов от общего числа проголосовавших избирателей.
Ещё до того, как ЦИК республики объявил результаты выборов, в пресс-службе Аскара Акаева заявили о его победе на президентских выборах.
Самый низкий процент голосов за Акаева (менее 20 %) и соответственно самый высокий за Масалиева был подан в южных районах республики, однако в целом по южным регионам Акаев набрал 51 % голосов.
| Кандидаты              | Партия                         | Голоса    | %        |
| ---------------------- | ------------------------------ | --------- | -------- |
| Аскар Акаев            | выдвинут НПК и ДПЖК            | 1 391 114 | 71,59 %  |
| Абсамат Масалиев       | Партия коммунистов Кыргызстана | 474 547   | 24,42 %  |
| Медеткан Шеримкулов    | Независимый                    | 33 499    | 1,72 %   |
| Против всех            | Против всех                    | 21 063    | 1,08 %   |
| Испорченые бюллетени   | Испорченые бюллетени           | 22 854    | 1,18 %   |
| Всего голосов          | Всего голосов                  | 1 943 077 | 100,00 % |
| Всего избирателей/явка | Всего избирателей/явка         | 2 254 348 | 86,19 %  |

На момент выборов вопрос о применении административного ресурса стоял не слишком остро, так как население страны по аналогии с советским периодом правления отдавала предпочтение действующему главе государства.

### Результаты по регионам
Результаты по областям и столице Кыргызстана от общего числа проголосовавших избирателей.
- Полужирным выделен кандидат, занявший первое место
- Курсивом выделен кандидат, занявший второе место

| Регион                  | Явка (в %) | Акаев   | Акаев   | Масалиев | Масалиев | Шеримкулов | Шеримкулов | Против всех | Против всех | Недействительные бюллетени | Недействительные бюллетени |
| Регион                  | Явка (в %) | Голосов | %       | Голосов  | %        | Голосов    | %          | Голосов     | %           | Голосов                    | %                          |
| ----------------------- | ---------- | ------- | ------- | -------- | -------- | ---------- | ---------- | ----------- | ----------- | -------------------------- | -------------------------- |
| Бишкек                  | 74,86 %    | 210 303 | 83,69 % | 27 016   | 10,75 %  | 9 618      | 3,83 %     | 1 485       | 0,59 %      | 2 853                      | 1,14 %                     |
| Джалал-Абадская область | 90,00 %    | 214 007 | 61,28 % | 124 339  | 35,60 %  | 2 562      | 0,73 %     | 3 762       | 1,08 %      | 4 587                      | 1,31 %                     |
| Иссык-Кульская область  | 90,34 %    | 177 164 | 92,18 % | 8 216    | 4,28 %   | 1 519      | 0,79 %     | 3 964       | 2,06 %      | 1 337                      | 0,70 %                     |
| Нарынская область       | 94,75 %    | 112 011 | 97,03 % | 830      | 0,72 %   | 1 422      | 1,23 %     | 877         | 0,76 %      | 305                        | 0,26 %                     |
| Ошская область          | 88,33 %    | 300 516 | 50,01 % | 279 625  | 46,53 %  | 3 486      | 0,58 %     | 7 153       | 1,19 %      | 10 162                     | 1,69 %                     |
| Таласская область       | 88,12 %    | 73 961  | 85,62 % | 9 007    | 10,43 %  | 2 026      | 2,35 %     | 771         | 0,89 %      | 620                        | 0,72 %                     |
| Чуйская область         | 83,22 %    | 303 152 | 87,22 % | 25 514   | 7,34 %   | 12 866     | 3,70 %     | 3 051       | 0,88 %      | 2 990                      | 0,86 %                     |
| Источник:               |            |         |         |          |          |            |            |             |             |                            |                            |